# 晨兴圣言
《晨兴圣言》是供召会信徒每天晨兴时使用的文字材料，由水流职事站出版发行（中文由台灣福音書房出版）。这本小册子，每年发行七册。

## 用途
召會根据一些圣经经节和圣经中的一些榜样，鼓励信徒在每天清晨进行晨兴，即每天早晨屬靈的復興。具体的作法包括呼求主名以接觸主，祷读圣经以「享受主，吸入主豐富的供應」，如同喫早餐，每天吃下这些屬靈的食物，叫信徒的靈每天都「得著飽足」，時間大约10分鐘、或20分鐘。

## 內容
《晨興聖言》每週的纲要即每次国际特会的信息大纲，每天的内容则包括「晨興餵養」和「信息選讀」两段，「晨興餵養」部分通常包括引用2－3節聖經恢復本經文，供信徒禱讀之用。禱讀的根據是以弗所書6章17節。「信息選讀」部分來自倪柝聲和李常受的相關著作。
《晨興聖言》在每週内容之後，列有一首詩歌，供信徒靈活使用。

## 其他
召會也鼓励信徒将每天阅读《晨兴圣言》得到的亮光與靈感，撰寫成「申言稿」，供自己在教會聚會中講說（申言）。